# Клузоне
Клузоне (итал. Clusone) је насеље у Италији у округу Бергамо, региону Ломбардија.
Према процени из 2011. у насељу је живело 8032 становника. Насеље се налази на надморској висини од 600 м.

## Становништво
| 1936. | 1951. | 1961. | 1971. | 1981. | 1991. | 2001. | 2011. |
| ----- | ----- | ----- | ----- | ----- | ----- | ----- | ----- |
| 5.964 | 6.884 | 7.064 | 7.221 | 8.020 | 7.976 | 8.259 | 8.678 |